# 수동휴게소
수동휴게소(水洞休憩所, Sudong Service Area), 수동휴게소 나들목 (Sudong SA Interchange)  는 경기도 남양시 수동면에 위치한 수도권제2순환고속도로의 휴게소, 나들목이다.  2024년 2월 7일에 개통되었다.

## 나들목 구조물 정보
- 위치:  경기도 남양주시 수동면

## 시설
- 주차장
- 화장실
- 식당
- 브랜드매장 : CU
- 정유소: SK에너지(양방향)
- LPG충전소 : SK에너지(양방향)
- 현금 자동 입출금기
- 전기차충전소

## 전후
양평 방향
- 수동 나들목 ← 수동휴게소 ← 내촌 나들목

포천 방향
- 수동 나들목 → 수동휴게소 → 내촌 나들목